# Strepsimaninae
Strepsimaninae es una subfamilia de polillas de la familia Noctuidae. 

## Géneros
- Menopsimus
- Strepsimanes

- Datos: Q2886953
- Especies: Strepsimaninae